# Arturia MiniBrute

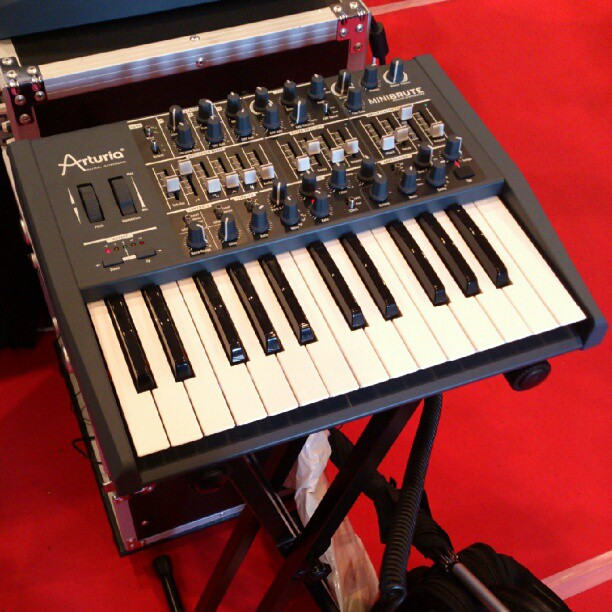
Un esemplare del Minibrute.

L'Arturia Minibrute è un sintetizzatore analogico monofonico prodotto dalla casa di produzione di strumenti musicali francese Arturia, commercializzato dal 2012 in poi. Nonostante fosse il primo synth prodotto dalla Arturia - precedentemente sviluppava software che replicavano synths come il Minimoog - generò grosse vendite. Dal 2018 è in vendita il Minibrute 2 e il suo modulo Minibrute 2S.
Il Minibrute prende alcune caratteristiche dal Minimoog e il Roland SH-101, strumenti vintage e anch'essi monofonici. Tuttavia, incorpora anche la moderna tecnologia per aumentare la profondità del suo suono e la sua versatilità. Il synth usa un singolo oscillatore che può essere processato tramite un filtro Steiner-Park e multipli LFO.